# Sbor dobrovolných hasičů Zruč nad Sázavou

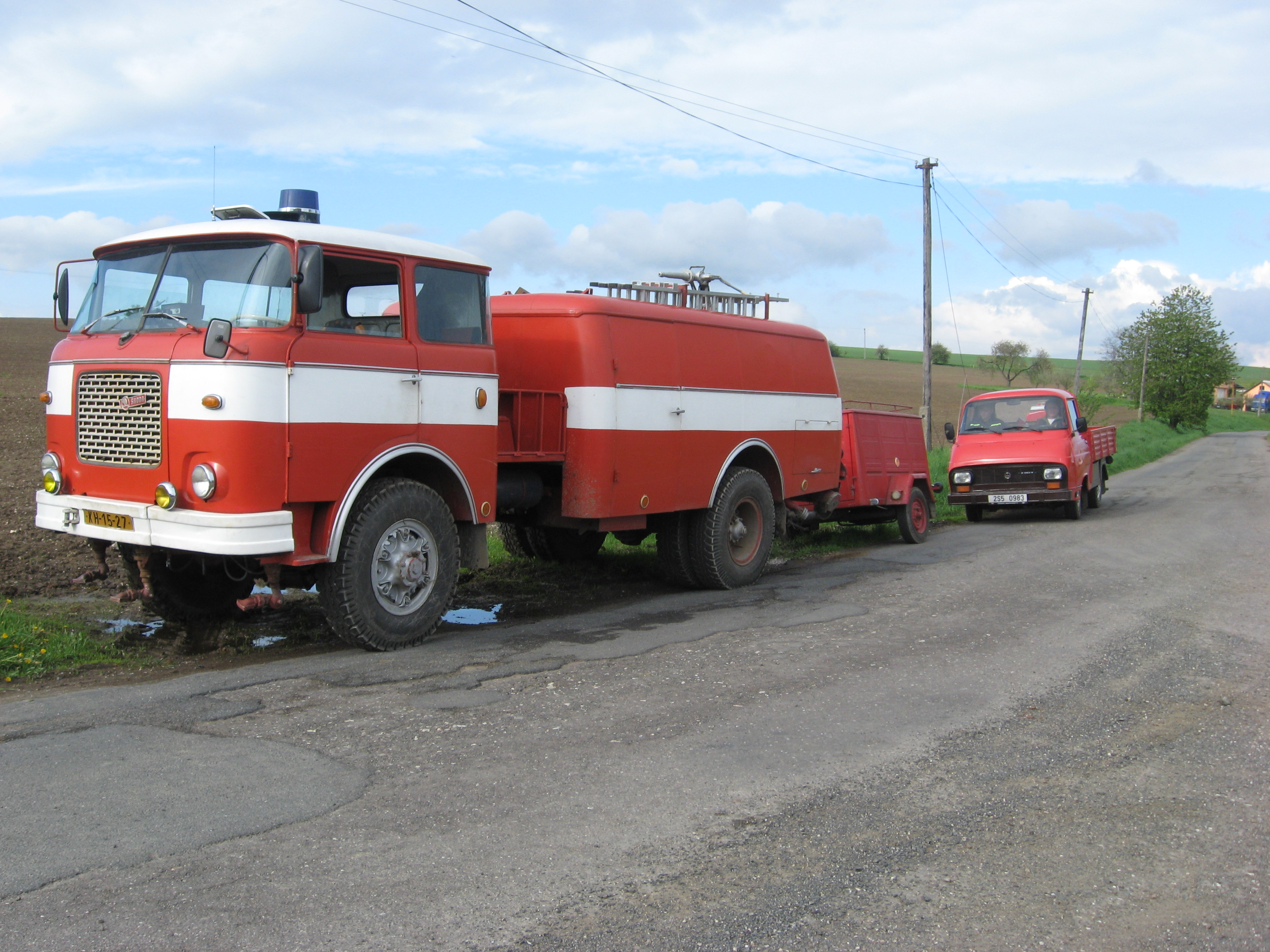
CAS 25 Š706 s PPS-12 na námětovém cvičení v roce 2010

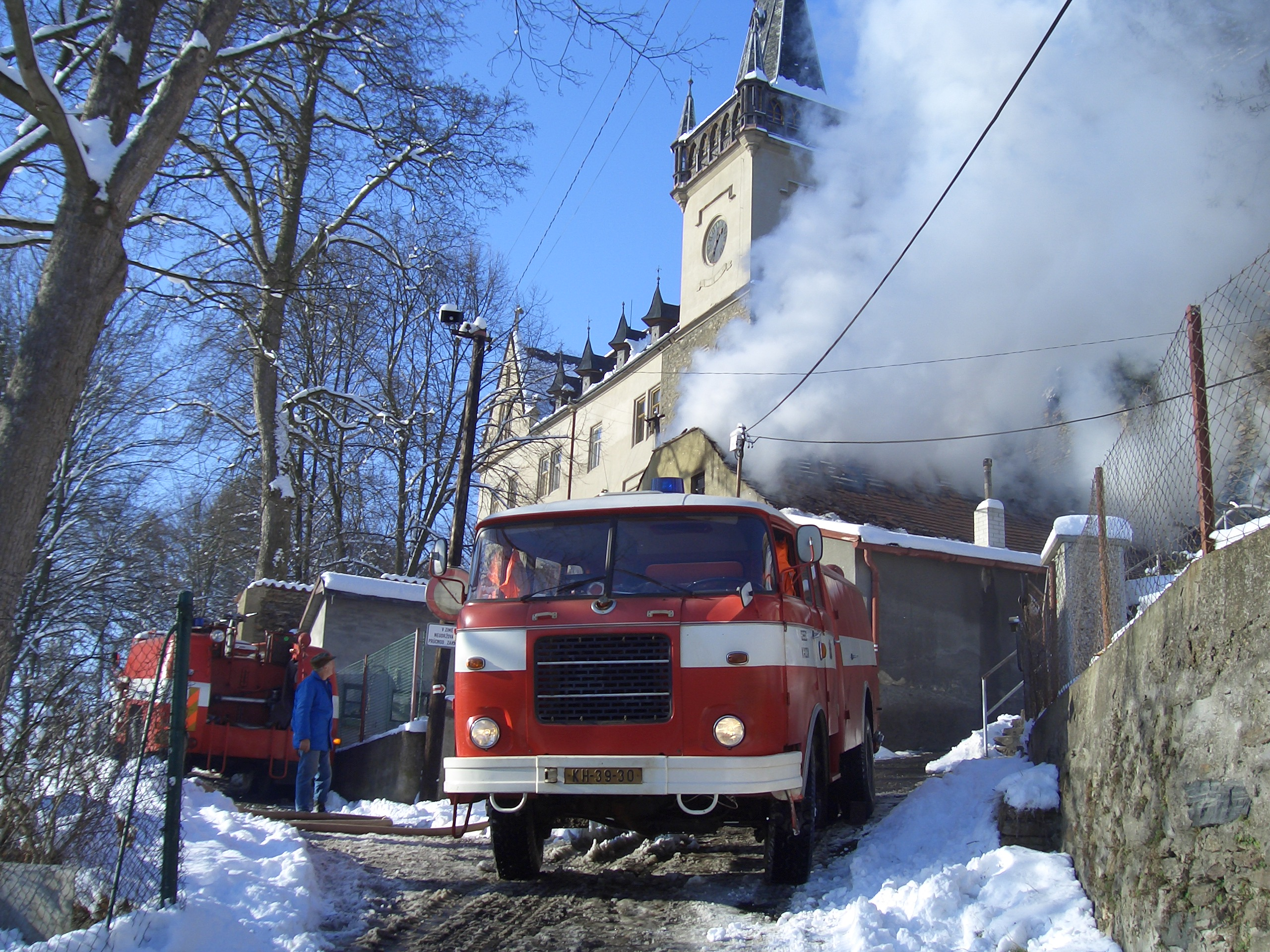
CAS 25 Š706 při požáru v lednu 2007

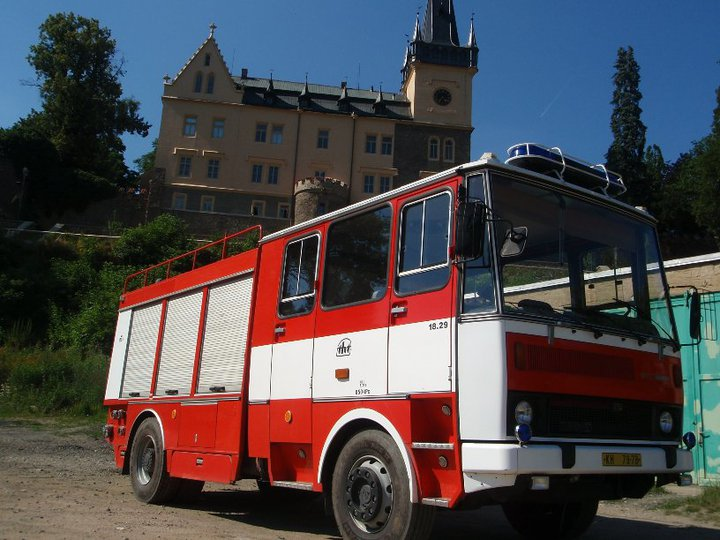
CAS 24 Liaz pod zámkem

Sbor dobrovolných hasičů Zruči nad Sázavou (SH ČMS SDH Zruč nad Sázavou) je hasičský sbor ve Zruči nad Sázavou. Byl založen 7. července 1885 a při svém založení měl 33 členů. V současné době (2014) má přibližně 50 aktivních členů.

## Historie
Myšlenka založení hasičského sboru ve Zruči nad Sázavou byla poprvé pronesena na radnici 10. května 1885 při schůzi, která byla svolána učitelem Františkem Forstem. Přítomen byl i notář Josef Navařil z Dolních Kralovic, který pomohl s vypracováním stanov, které byly schváleny v létě téhož roku. Prvním předsedou byl zvolen Josef Soudný, starosta obce Zruč, místopředsedou byl řídící učitel obecné školy ve Zruči Josef Babický, velitelem Čeněk Zimmermann, mlynář ve Zruči, podvelitelem Josef Zimmermann, mlynář na Budách. Sbor byl rozdělen na čtyři odbory, a to „lezce“, „bourače“, „čerpače vody“ a „stráže bezpečnosti“, které měly v případě požáru plnit specifické úkoly.
Do užívání hasiči dostali čtyřkolovou stříkačku z roku 1826, kterou zakoupila obec společně s tehdejším majitelem zručného panství knížetem Windischgrätzem k likvidaci velkého požáru, který tehdy Zruč postihl. Za přispění městečka, okolních obcí, veřejných sbírek, zručného velkostatkáře Schebka, velkostatkáře ze Soutic a záložny ve Zruči, pak byla po založení spolku nově zakoupena další výbava – pracovní obleky, helmice, šroubení k hadicím, lezecké a lehké pásy a další potřebné věci. Výcvik i vybavení hasičů se vyplatily hned rok po založení – nejdříve při požáru ve Všebořicích a poté počátkem září 1885 při povodních. Hasiči se nejvíce a nejaktivněji podíleli na záchranných pracích. Stále více se projevovala potřeba nové stříkačky, neboť původní byla tažena koňmi a manipulace s ní vyžadovala velkou sílu a obratnost. Po značném úsilí místního spolku mu konečně byla udělena subvence na nákup vlastní stříkačky. Dvacet nejzdatnějších hasičů pak bylo vysláno na Sjezd hasičstva do Prahy. Tento sjezd byl spojen s velkým cvičením na Staroměstském náměstí, V roce 1893 nakoupili hasiči dřevo na zřízení cvičiště a leziště. Nedařilo se však vyhledat vhodné místo a tak se dřevo několik let zbytečně kazilo. 
Když se později[kdy?] dostal do vedení spolku MUDr. Josef Svoboda, založil při sboru „Jinošskou družinu“, ve které byli cvičeni tělesně zdatní chlapci. Vytrvalým cvičením si posilovali fyzickou kondici, učili se zásahům při možném požáru, obsluze hasičské techniky a základy poskytování první pomoci. V této zdatnosti pak byly pořádány různé soutěže, které se těšívaly velké oblibě. Vybíralo se při nich drobné vstupné, za které pak byly pořizovány cvičební úbory a odměny pro vítěze. Tato cvičení byla pořádána již na vlastním hasičském cvičišti, které bylo zřízeno Na Ostrůvku – při břehu řeky Sázavy (muselo se projít uličkou vedle nynější Drogerie U Maxů a následně pak viaduktem v železničním náspu). Z dospělých hasičů pak MUDr. Svoboda zřídil tzv. Samaritánskou četu. Zde cvičil hasiče v ošetřování raněných a poskytování první pomoci. To bylo v době, kdy vypukla 1. světová válka a většina členů spolku musela narukovat na frontu. I tam se jim jistě hodila jejich fyzická vybavenost.
Rok 1939 je spjat s příchodem firmy Baťa, v jejíchž prostorách byl založen závodní sbor. V březnu 1972 ONV založil Útvar požární ochrany ve Zruči, který měl šest členů: Pavel Jelínek, Miloslav Pokorný, František Březina, František Leopold, Jaroslav Matějka a František Vilimovský. Vznikem profesionálního útvaru začala nová etapa v historii zručského hasičstva.
V současné době (2014) má SDH ve Zruči nad Sázavou 51 členů, z toho 22 mužů, 14 žen a 15 dětí. Během posledních let vzniklo několik úspěšných soutěžních družstev. Družstvo mužů vyhrálo v letech 2009–2013 pětkrát po sobě okrskovou soutěž a netrpělivě čeká na svého přemožitele. Závodí také družstvo žen, které navázalo na tradici žen ve sboru z roku 1894 a dvě družstva dětí, která se se pravidelně schází na kroužku Mladých hasičů a také se účastní soutěží. V roce 2015 pak SDH Zruč nad Sázavou oslavil 130 let od svého založení.

### Sídlo
První stálé sídlo měli dobrovolní hasiči v „Domě požárníků” v ulici 1. máje, jehož výstavba byla dokončena v roce 1952. Od roku 1972 do roku 1997 v domě sídlil i nově vzniklý Veřejný požární útvar (dnešní HZS). Po přestěhování profesionálních hasičů do nové stanice byla budova prodána.
SDH sídlí v bývalých garážích technických služeb pod zručským zámkem.

## Výjezdová jednotka
JSDH Zruč nad Sázavou je kategorie JPO III, jejím zřizovatelem je Město Zruč nad Sázavou. V roce 2014 měla jednotka 14 členů, velitelem je Jan Sixta.

### Technika a technické prostředky
Ve výbavě jednotky je následující mobilní požární technika:
- CAS 24/2500/400-S2Z na podvozku Liaz 18.29 XA;
- CAS 25/3500/200-M2R na podvozku Škoda 706 RTHP;
- PPS-12 (přívěsná přenosná stříkačka, čili „Bedňák” s PS-12).